# Léning

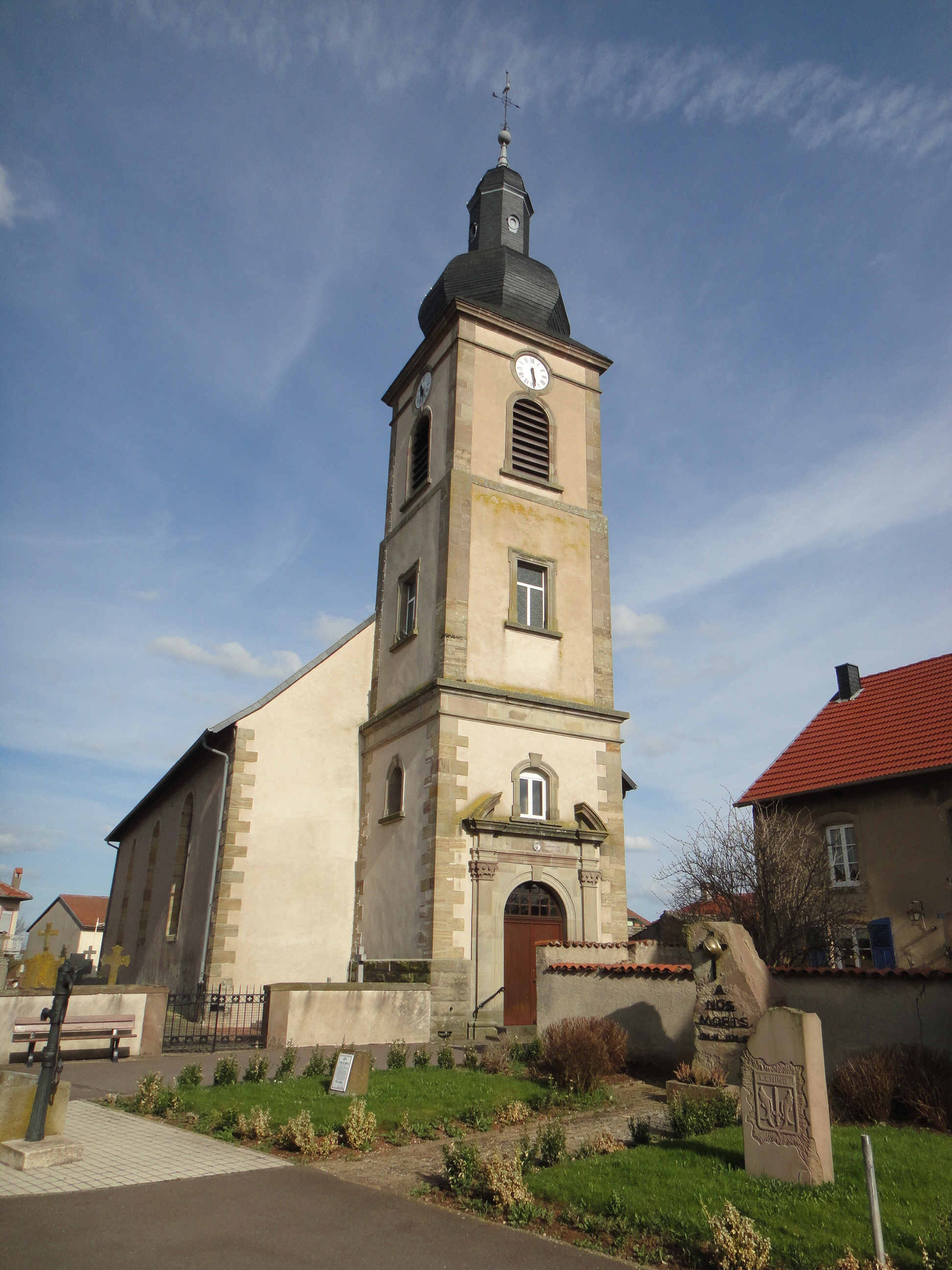
Kirche St. Bartholomäus

Léning (deutsch Leiningen) ist eine französische Gemeinde mit 329 Einwohnern (Stand 1. Januar 2022) im Département Moselle in der Region Grand Est (bis 2015 Lothringen). Sie gehört zum Arrondissement Sarrebourg-Château-Salins. 

## Geographie
Léning liegt am linken Ufer der Albe, vier Kilometer nordwestlich von Albestroff (Albesdorf) auf einer Höhe zwischen 216 und 300 m über dem Meeresspiegel. Das Gemeindegebiet umfasst 6,52 km².

## Geschichte
Der Ort wird erstmals 1455 als Freilehen urkundlich erwähnt und hatte zwei Schlösser, von denen aber 1674 kaum noch Überreste zu sehen waren. Die Hälfte von Leiningen gehörte dem Herrn von Brüch, dann als Erbe 1574 dem Herrn von Helmstedt zur Hälfte und kam an den Herzog Karl von Lothringen und Johann von Nassau.
Durch den Frankfurter Frieden vom 10. Mai 1871 kam die Region an das deutsche Reichsland Elsaß-Lothringen, das Dorf wurde dem Kreis Château-Salins im Bezirk Lothringen zugeordnet. Die Dorfbewohner betrieben Getreide- und Obstanbau sowie Viehzucht. Nach dem Ersten Weltkrieg musste die Region aufgrund der Bestimmungen des Versailler Vertrags 1919 an Frankreich abgetreten werden und wurde Teil des Département Moselle.
Im Zweiten Weltkrieg war die Region von der deutschen Wehrmacht besetzt.

### Bevölkerungsentwicklung
| Jahr      | 1962 | 1968 | 1975 | 1982 | 1990 | 1999 | 2007 | 2019 |
| Einwohner | 195  | 196  | 183  | 180  | 205  | 210  | 276  | 340  |

## Wappen
Das Gemeindewappen entspricht dem Wappen des Hauses Blâmont, dem Lening gehörte. Mitte des 16. Jahrhunderts residierte dort die Herzogin von Lothringen Christina von Dänemark. Das Schwert im Wappen ist das Attribut des Heiligen Bartholomäus, dem Schutzpatron der Gemeinde.

## Sehenswürdigkeiten
- Kirche St. Bartholomäus, modern, unterer Teil des Turms aus der Zeit der Spätrenaissance[3]

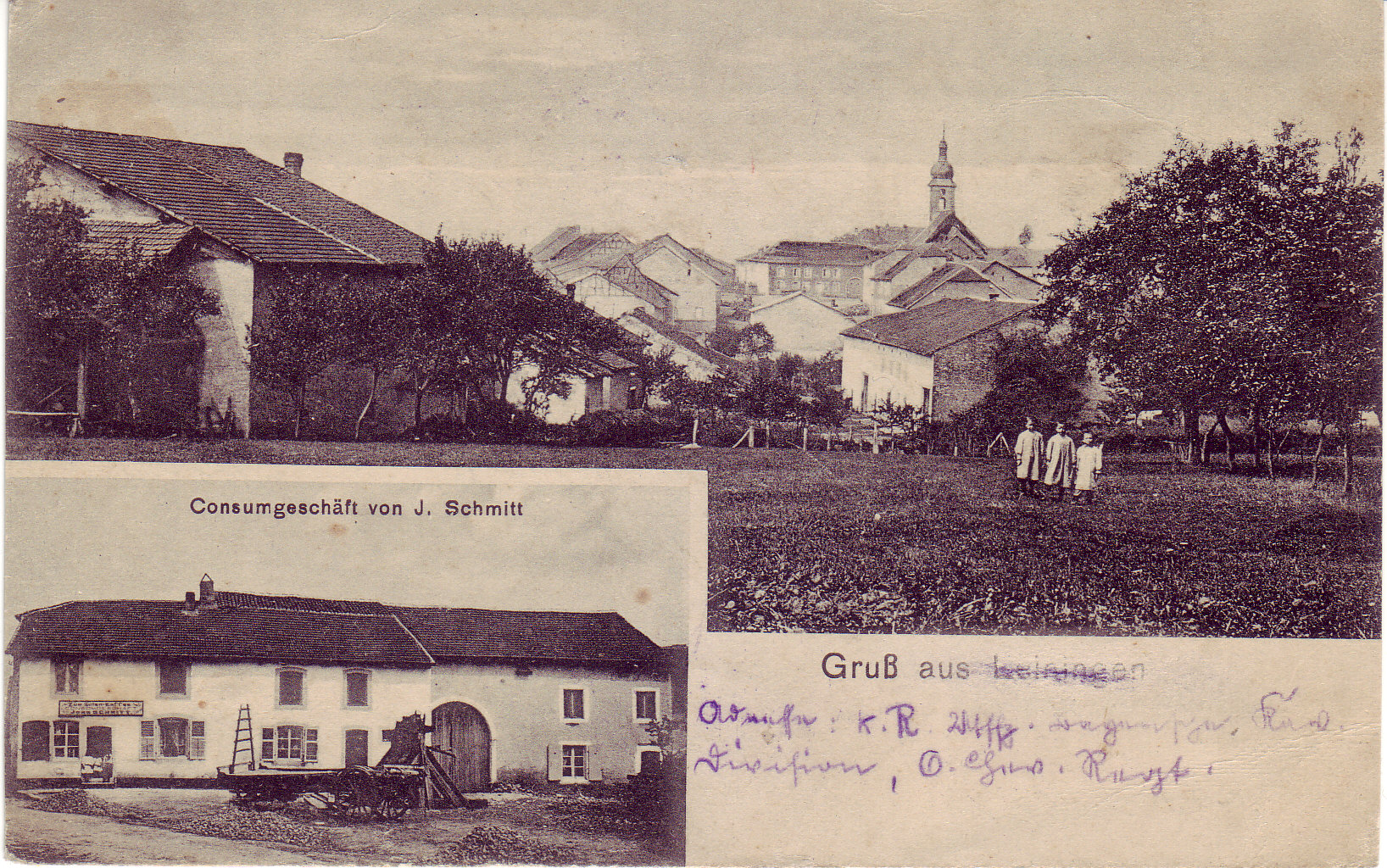
Bildpostkarte von 1914
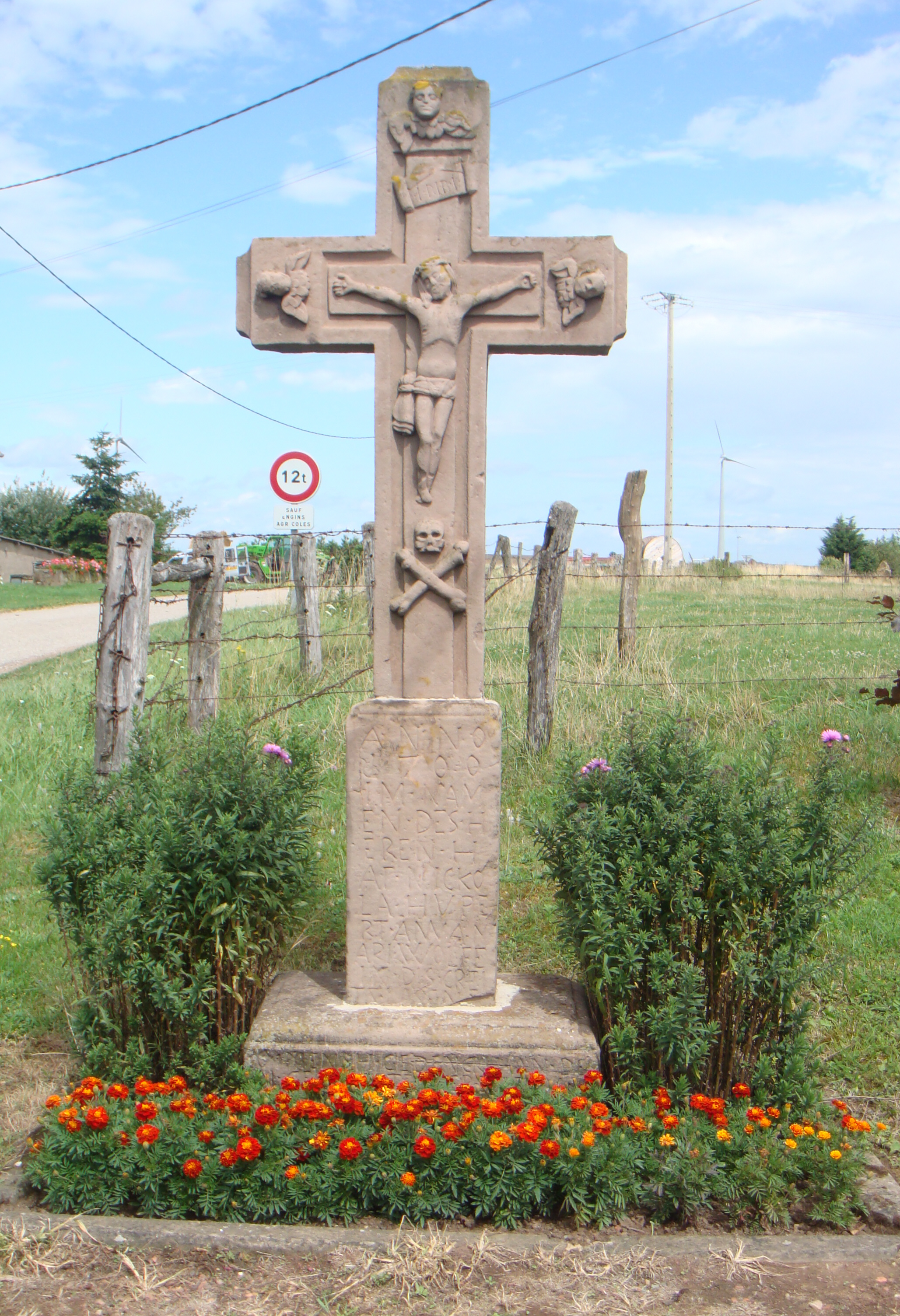
Flurkreuz in Léning

## Belege
1. 1 2  Eugen H. Th. Huhn: Deutsch-Lothringen. Landes-, Volks- und Ortskunde, Stuttgart 1875, S. 491  (google.books.de).
2. ↑  Wappenbeschreibung auf genealogie-lorraine.fr (französisch)
3. ↑  Franz Xaver Kraus: Kunst und Alterthum in Elsass-Lothringen. Beschreibende Statistik. Band III: Kunst und Althertum in Lothringen, Friedrich Bull, Straßburg 1886,  S. 256 (books-google.de).